# Ecbolemia parca
Ecbolemia parca là một loài bướm đêm trong họ Noctuidae.